# Ed McBain
Ed McBain (születési neve: Salvatore Albert Lombino) (New York, 1926. október 15. – Weston, Connecticut, 2005. július 6.) amerikai író, elsősorban krimiíró volt. Használta még az Evan Hunter, a John Abbott, a Curt Cannon, a Hunt Collins, az Ezra Hannon és a Richard Marsten nevet is. 1952-ben hivatalosan is felvette az Evan Hunter nevet. Rendkívül termékeny szerző volt, legnagyobb sikereit a kitalált, ám New Yorkról mintázott Isola város 87-es körzete rendőreinek munkájáról és életéről szóló regénysorozatával érte el. Rákban hunyt el.

## Élete
New Yorkban, Bronxban másodgenerációs amerikai, származását tekintve olasz családban született, apja, Charles Lombino postai alkalmazott, anyja Marie Coppola volt, testvére nem született. Olasz származására reflektál a Streets of Gold című 1974-es családregénye.Háromszor házasodott, kétszer elvált. Első, 1947-ben Anita Melnickkel kötött házasságából három gyereke született: Ted, Mark és Richard. 1973-ban elvette Mary Vann Finleyt, akinek már volt egy gyereke, így Amanda Finley mostohaapja lett. 1997-ben Dragica Dimitrijevic-csel lépett frigyre. Életében két unokája született.
1943-44-ben a Cooper Union művészeti iskolába járt, majd bevonult. A második világháborúban az amerikai haditengerészet kötelékében egy rombolón szolgált Hawaii-on és Japánban. Nem akart az Olaszországban harcoló hadseregbe kerülni, mert tartott attól, hogy a helyiek árulónak tekintik majd. Ebben az időben írta meg első novelláját, amely a Chalk címet kapta.
1946-os leszerelése után beiratkozott a főiskolára, és 1950-ben irodalomból szerzett diplomát a New York-i Hunter College-ban, majd néhány hónapig egy középiskolában tanított. Erről az időről szól első sikeres regénye, a The blackboard jungle. Iskolai időszakára visszaemlékezve így nyilatkozott: „Tényleg tanítani akartam azokat az átkozott kis gazembereket, de ők csak nem akartak tanulni”. Ezután homárokat árult éttermeknek, valamint zongorázott egy dzsessz zenekarban.
Ezután New York-i Scott Meredith irodalmi ügynökségnél helyezkedett el. Egyik ügyfele P. G. Wodehouse volt, akivel baráti viszonyba került, többek között azért, mert ugyanaznap ünnepelték születésüket. Saját jellemzése szerint ebben az időszakban szenvedélyesen ambiciózus volt, napközben végezte a munkáját az irodában, este és a hétvégéken pedig írt. Írt tudományos fantasztikus, western- és bűnügyi történeteket, írásait ponyvamagazinokban jelentek meg. Több mint száz rövid története jelent meg, mielőtt első regényét kiadták. 
1952-ben hivatalosan is felvette az Evan Hunter nevet, aminek az volt az oka, hogy az ötvenes évek etnikai és osztályvillongásai idején „megtérülőbbnek” gondolta fehér angolszász protestánsnak tűnő néven publikálni. Az Ed McBain nevet az 1956-ban megjelent Halj meg, zsaru! címlapján használta először. Erről a következőket mondta a The Craft of Time-ban: amikor befejezte a könyvet, amely a 87-es körzet sorozat első kötete lett, kitalálta a McBain nevet, mert „olyan fajta névnek hangzott, amelyet össze lehet kapcsolni valakivel, aki zsarukról ír. Olyan volt, mint egy korábbi zsaru vagy egy rendőrségi riporter neve.” Az 1980-as években, miután szívrohama volt, változtatott addigi munkamódszerén, és már nem írt napi nyolc órán át, napi tíz oldalt. Halálát gégerák okozta 2005. július 6-án.

## Művei
A szerző még saját nevén, Lombinóként publikálta első művét, egy tudományos fantasztikus novellát 1951-ben.
Első sikerét Evan Hunter álneve alatt érte el az 1954-ben megjelent The blackboard jungle-lal. Ebből a műből később filmet forgattak Glenn Forddal és Sidney Poitier-vel a főszerepben. Pályafutása során több mint nyolcvan regényt írt, ezek közül az Ed McBain és Evan Hunter álnevek alatt megjelenő művei lettek a legsikeresebbek. Hunter név alatt komolyabb témájú regényeit jelentette meg. Írt forgatókönyveket, köztük Alfred Hitchcock Madarak című horrorfilmjéét.
A világ elsősorban Ed McBainként ismerte meg, ezzel a névvel jelentette meg a New Yorkra hasonlító kitalált város, Isola 87-es körzete nyomozóinak életét bemutató sorozatát, amely a rendőri munka, procedúra részletes és alapos ismertetésén alapul. Ebbe a sorozatba több mint ötven regényt írt. Némely egyéb néven kiadott regényét a későbbi kiadások esetében Ed McBain „nevére vett”. Két memoárja jelent meg, a Me and Hitch 1997-ben és a Let's talk 2005-ben.
Novellái öt kötetben láttak napvilágot: Happy New Year, Herbie (1963), The Easter Man (1972), Running from Legs (2000), Barking at Butterflies (2000) és a Learning to kill (2005). Négy film – Strangers When We Meet (1959), Madarak (1962), Fuzz (1972), Walk Proud (1979) –, valamint három tévéjáték – The Chisholms (1979), The Legend of Walks Far Woman (1980), Dream West (1986) – forgatókönyvét írta. Két színdarabot is szerzett: The Easter Man (1964), Curtain (1969).
Ed McBain 1978-ban új regénysorozatot kezdett, amelynek egy floridai ügyvéd, Matthew Hope a főszereplője. Az első kötet, amelyben feltűnt, a Goldilocks volt. 1998-ban a The Last Best Hope-ban Hope és a 87-es körzet nyomozói együtt szerepelnek. A Candyland McBain és Hunter szerzőpárosi munkájaként jelent meg.
A 87-es körzetben játszódó regényeit néhány kivételtől eltekintve lefordították magyarra. Némelyik nem könyv formájában, hanem folyóiratokban, például a Rakéta Regényújságban jelent meg. Ed McBain írásait a Magvető (Albatrosz Könyvek), a Pannon Könyvkiadó, a Gesta Kiadó, a Magyar Könyvklub és a Gabo adta ki.

## Fogadtatása
Könyvei számos díjat nyertek, többek között első amerikaiként a brit krimiírók szövetségének kitüntetését, az amerikai krimiszerzők életműdíját 1986-ban, valamint a 2002-es frankfurti könyvvásár díját. A munkásságát méltatók a 87-es körzet emberközeliségét emelték ki. A The New York Times-ban Marilyn Stasio kritikus például azt írta, hogy McBain „a rendőrségi regényeket egy új, valósághűbb területre vitte, ami radikális szakítást jelentett a korábbi formától, amelyben a tanult, arisztokratikus detektív egyedül dolgozva bogozza ki az ügyet.”
McBain így emlékezett vissza a 87-es körzet születésére: „Amikor írni kezdtem, a legtöbb New York-i rendőrkapitányságon, de különösen a magas rangú tisztek között írek, ír amerikaiak szolgáltak. Arra gondoltam, hogy sokkal érdekesebb lenne New York aktuális etnikai hátterét felhasználni.” A regényfolyam szereplőinek alap jellemvonásai keveset változtak, szemben az őket körülvevő világgal. McBain mindig a korszellemre reagált, és írásai ennek függvényében egyre keserűbbé, pesszimistábbá váltak. A szerző mindig arra törekedett, hogy alapos kutatómunkával mindent a legpontosabban ábrázoljon.
Több könyvét dolgozták fel filmben, például a Zsarukat 1972-ben, Burt Reynoldsszal a főszerepben, valamint a Strangers When We Meetet 1960-ban, a címszerepben Kirk Douglasszal és Kim Novakkal. Az 1960-as években az Egyesült Államokban futott a 87th Precinct tévésorozat, amely regényei alapján készült.

## Bibliográfia
| Év   | Eredeti cím                    | Magyar cím                    | Szerzői név              | Sorozat      |
| ---- | ------------------------------ | ----------------------------- | ------------------------ | ------------ |
| 1952 | Find The Feathered Serpent     |                               | Evan Hunter              | Gyerekkönyv  |
| 1952 | The Evil Sleep!                |                               | Evan Hunter              |              |
| 1953 | Don't Crowd Me                 |                               | Evan Hunter              |              |
| 1953 | Danger: Dinosaurs!             |                               | Richard Marsten          |              |
| 1953 | Rocket to Luna                 |                               | Richard Marsten          |              |
| 1954 | The Blackboard Jungle          |                               | Evan Hunter              |              |
| 1954 | Runaway Black                  |                               | Richard Marsten          |              |
| 1954 | Cut Me In                      |                               | Hunt Collins             |              |
| 1955 | Murder in the Navy             |                               | Richard Marsten          |              |
| 1956 | Second Ending                  |                               | Evan Hunter              |              |
| 1956 | Cop Hater                      | Halj meg, zsaru!              | Ed McBain                | 87. körzet   |
| 1956 | The Mugger                     | A törött napszemüveg          | Ed McBain                | 87. körzet   |
| 1956 | The Pusher                     | Narkónepper                   | Ed McBain                | 87. körzet   |
| 1956 | Tomorrow's World               |                               | Hunt Collins             |              |
| 1957 | The Con Man                    | A szélhámos                   | Ed McBain                | 87. körzet   |
| 1957 | Killer's Choice                | Gyilkos döntés                | Ed McBain                | 87. körzet   |
| 1957 | Vanishing Ladies               |                               | Richard Marsten          |              |
| 1957 | The Spiked Heel                |                               | Richard Marsten          |              |
| 1958 | Strangers When We Meet         |                               | Evan Hunter              |              |
| 1958 | The April Robin Murders        |                               | Craig Rice               |              |
| 1958 | Killer's Payoff                | Gyilkos leszámolás            | Ed McBain                | 87. körzet   |
| 1958 | Lady Killer                    | Ki öli meg a Ladyt?           | Ed McBain                | 87. körzet   |
| 1958 | Killer's Wedge                 | A gyilkos ék                  | Ed McBain                | 87. körzet   |
| 1958 | Even The Wicked                |                               | Richard Marsten          |              |
| 1958 | I'm Cannon—For Hire            |                               | Curt Cannon              |              |
| 1959 | A Matter of Conviction         |                               | Evan Hunter              |              |
| 1959 | The Remarkable Harry           |                               | Evan Hunter              | Gyerekkönyv  |
| 1959 | Big Man                        |                               | Richard Marsten          |              |
| 1959 | 'til Death                     | Míg a halál el nem választ    | Ed McBain                | 87. körzet   |
| 1959 | King's Ransom                  |                               | Ed McBain                | 87. körzet   |
| 1960 | Give the Boys a Great Big Hand | Kezet rá, fiúk!               | Ed McBain                | 87. körzet   |
| 1960 | The Heckler                    | A heccelődő                   | Ed McBain                | 87. körzet   |
| 1960 | See Them Die                   | Amikor előtted pusztulnak     | Ed McBain                | 87. körzet   |
| 1961 | Lady, Lady I Did It!           | Négy halott a könyvesboltban  | Ed McBain                | 87. körzet   |
| 1961 | Mothers And Daughters          |                               | Evan Hunter              |              |
| 1961 | The Wonderful Button           |                               | Evan Hunter              | Gyerekkönyv  |
| 1962 | Like Love                      | Öngyilkosok                   | Ed McBain                | 87. körzet   |
| 1963 | Ten Plus One                   | Tíz plusz egy                 | Ed McBain                | 87. körzet   |
| 1964 | Buddwing                       |                               | Evan Hunter              |              |
| 1964 | Ax                             | A fejsze                      | Ed McBain                | 87. körzet   |
| 1964 | He Who Hesitates               |                               | Ed McBain                | 87. körzet   |
| 1965 | Doll                           | Baba                          | Ed McBain                | 87. körzet   |
| 1965 | The Sentries                   |                               | Ed McBain                |              |
| 1965 | Me And Mr. Stenner             |                               | Evan Hunter              | Gyerekkönyv  |
| 1965 | Happy New Year, Herbie         |                               | Evan Hunter              |              |
| 1966 | The Paper Dragon               |                               | Evan Hunter              |              |
| 1966 | 80 Million Eyes                | Negyvenmillió szempár         | Ed McBain                | 87. körzet   |
| 1967 | A Horse's Head                 |                               | Evan Hunter              |              |
| 1968 | Last Summer                    |                               | Evan Hunter              |              |
| 1968 | Fuzz                           | Zsaruk                        | Ed McBain                | 87. körzet   |
| 1969 | Sons                           |                               | Evan Hunter              |              |
| 1969 | Shotgun                        | Vadászpuska                   | Ed McBain                | 87. körzet   |
| 1970 | Jigsaw                         | Összerakós játék              | Ed McBain                | 87. körzet   |
| 1971 | Nobody Knew They Were There    |                               | Evan Hunter              |              |
| 1971 | Hail, Hail the Gang's All Here |                               | Ed McBain                | 87. körzet   |
| 1972 | Every Little Crook And Nanny   |                               | Evan Hunter              |              |
| 1972 | Let's Hear It for the Deaf Man | Már megint a süket!           | Ed McBain                | 87. körzet   |
| 1972 | Seven                          |                               | Evan Hunter              |              |
| 1972 | Sadie When She Died            | Karácsonyi ajándékok          | Ed McBain                | 87. körzet   |
| 1973 | Come Winter                    |                               | Evan Hunter              |              |
| 1973 | Hail to the Chief              | Üdv a főnöknek!               | Ed McBain                | 87. körzet   |
| 1974 | Streets Of Gold                |                               | Evan Hunter              |              |
| 1974 | Bread                          | Lángok                        | Ed McBain                | 87. körzet   |
| 1975 | Where There's Smoke            |                               | Ed McBain                |              |
| 1975 | Blood Relatives                |                               | Ed McBain                | 87. körzet   |
| 1975 | Doors                          |                               | Ezra Hannon              |              |
| 1976 | So Long as You Both Shall Live | Holtomiglan-holtodiglan       | Ed McBain                | 87. körzet   |
| 1976 | The Chisholms                  |                               | Evan Hunter              |              |
| 1976 | Guns                           |                               | Ed McBain                |              |
| 1977 | Long Time No See               | Lidércnyomás                  | Ed McBain                | 87. körzet   |
| 1978 | Goldilocks                     |                               | Ed McBain                | Matthew Hope |
| 1979 | Walk Proud                     |                               | Evan Hunter              |              |
| 1979 | Calypso                        |                               | Ed McBain                | 87. körzet   |
| 1980 | Ghosts                         |                               | Ed McBain                | 87. körzet   |
| 1981 | Love, Dad                      |                               | Evan Hunter              |              |
| 1981 | Heat                           | Hőség                         | Ed McBain                | 87. körzet   |
| 1981 | Rumpelstiltskin                |                               | Ed McBain                | Matthew Hope |
| 1982 | Beauty & The Beast             |                               | Ed McBain                | Matthew Hope |
| 1983 | Far From The Sea               |                               | Evan Hunter              |              |
| 1983 | Ice                            | Fehér por                     | Ed McBain                | 87. körzet   |
| 1984 | Lizzie                         |                               | Evan Hunter              |              |
| 1984 | Lightning                      | Villám                        | Ed McBain                | 87. körzet   |
| 1984 | Jack & The Beanstalk           |                               | Ed McBain                | Matthew Hope |
| 1984 | And All Through the House      |                               | Ed McBain                | 87. körzet   |
| 1985 | Eight Black Horses             |                               | Ed McBain                | 87. körzet   |
| 1985 | Snow White & Rose Red          |                               | Ed McBain                | Matthew Hope |
| 1986 | Another Part of the City       | Város a városban              | Ed McBain                |              |
| 1986 | Cinderella                     |                               | Ed McBain                | Matthew Hope |
| 1987 | Poison                         |                               | Ed McBain                | 87. körzet   |
| 1987 | Tricks                         |                               | Ed McBain                | 87. körzet   |
| 1987 | Puss in Boots                  |                               | Ed McBain                | Matthew Hope |
| 1988 | The House that Jack Built      |                               | Ed McBain                | Matthew Hope |
| 1989 | Lullaby                        |                               | Ed McBain                | 87. körzet   |
| 1990 | Vespers                        |                               | Ed McBain                | 87. körzet   |
| 1990 | Three Blind Mice               |                               | Ed McBain                | Matthew Hope |
| 1991 | Downtown                       | Reklámgyilkosság              | Ed McBain                |              |
| 1991 | Widows                         | Özvegyek                      | Ed McBain                | 87. körzet   |
| 1992 | Kiss                           | A halál csókja                | Ed McBain                | 87. körzet   |
| 1992 | Mary, Mary                     |                               | Ed McBain                | Matthew Hope |
| 1992 | Scimitar                       |                               | John Abbott              |              |
| 1993 | Mischief                       |                               | Ed McBain                | 87. körzet   |
| 1994 | There Was A Little Girl        |                               | Ed McBain                | Matthew Hope |
| 1994 | Criminal Conversation          |                               | Evan Hunter              |              |
| 1995 | Romance                        |                               | Ed McBain                | 87. körzet   |
| 1996 | Privileged Conversation        |                               | Evan Hunter              |              |
| 1996 | Gladly The Cross-Eyed Bear     |                               | Ed McBain                | Matthew Hope |
| 1997 | Nocturne                       |                               | Ed McBain                | 87. körzet   |
| 1998 | The Last Best Hope             |                               | Ed McBain                | Matthew Hope |
| 1999 | The Big Bad City               |                               | Ed McBain                | 87. körzet   |
| 2000 | Driving Lessons                |                               | Ed McBain                |              |
| 2000 | The Last Dance                 | Utolsó tánc a 87-es körzetben | Ed McBain                | 87. körzet   |
| 2001 | Money, Money, Money            | Money, money, money           | Ed McBain                | 87. körzet   |
| 2001 | Candyland                      |                               | Evan Hunter és Ed McBain |              |
| 2002 | The Moment She Was Gone        |                               | Evan Hunter              |              |
| 2002 | Fat Ollie's Book               | A nyomozó könyvet ír          | Ed McBain                | 87. körzet   |
| 2003 | The Frumious Bandersnatch      | A bőszhedt Gyilkanessz        | Ed McBain                | 87. körzet   |
| 2004 | Hark!                          | Csitt!                        | Ed McBain                | 87. körzet   |
| 2005 | Alice in Jeopardy              |                               | Ed McBain                |              |
| 2005 | Fiddlers                       | Adósa ne maradj senkinek      | Ed McBain                | 87. körzet   |

## Magyarul

### 1989-ig
- Ki öli meg a Ladyt?; ford. Szíjgyártó László; Magvető, Bp., 1975 (Albatrosz könyvek)
- A heccelődő; ford. Szijgyártó László; Magvető, Bp., 1977 (Albatrosz könyvek)
- Holtomiglan, holtodiglan; ford. Szíjgyártó László; Magvető, Bp., 1978 (Albatrosz könyvek)
- A szélhámos; ford. Szíjgyártó László; Magvető, Bp., 1978 (Albatrosz könyvek)
- Karácsonyi ajándékok; ford. Csillag Veronika; Magvető, Bp., 1981 (Albatrosz könyvek)
- Tíz plusz egy; ford. Bindorfer Györgyi; Magvető, Bp., 1983 (Albatrosz könyvek)
- Fehér por; ford. Rácz Lívia; Magvető, Bp., 1985 (Albatrosz könyvek)

### 1990-től
- Halj meg, zsaru!; ford. Kertész P. Balázs; Pannon, Bp., 1990
- Gyilkos döntés; ford. Falvay Mihály; Pannon, Bp., 1991
- Már megint a Süket!; ford. Herczeg Vera; Pannon, Bp., 1991
- Zsaruk; ford. Herczeg Vera; Pannon, Bp., 1991
- Gyilkos leszámolás; ford. Nemesbüki Miklós; Pannon, Bp., 1992
- Reklámgyilkosság; ford. Nagy Attila; Pannon, Bp., 1992
- A gyilkos ék; ford. Herczeg Vera; Pannon, Bp., 1993
- Özvegyek; ford. Szentgyörgyi József; Gesta, Bp., 1994
- A halál csókja; ford. Falvay Mihály; Gesta, Bp., 1995
- Utolsó tánc a 87-es körzetben; ford. Gellért Marcell; Magyar Könyvklub, Bp., 2001
- A nyomozó könyvet ír; ford. Révbíró Tamás; Magyar Könyvklub, Bp., 2003
- Money, money, money; ford. Tótisz András; Magyar Könyvklub, Bp., 2003
- Csitt!; ford. Király Zsuzsa; Gabo, Bp., 2006 (Kávé könyvek)
- Adósa ne maradj senkinek; ford. Wertheimer Gábor; Gabo, Bp., 2006 (Kávé könyvek)
- Lángok; ford. Wertheimer Gábor; Gabo, Bp., 2007 (Kávé könyvek)
- A bőszhedt Gyilkanyessz; ford. Gázsity Mila; Gabo, Bp., 2007 (Kávé könyvek)
- Üdv a főnöknek; ford. Mihály Árpád; Gabo, Bp., 2008 (Kávé könyvek)
- Amikor előtted pusztulnak; ford. Wertheimer Gábor; Gabo, Bp., 2008 (Kávé könyvek)
- Kezet rá, fiúk!; ford. Fazekas András; Gabo, Bp., 2009
- Míg a halál el nem választ; ford. Wertheimer Gábor; Gabo, Bp., 2009